# Los Herreras
Los Herreras es una localidad del estado de Nuevo León, México; tiene 421.60 km² de territorio y tenía 3,363 habitantes en 1990.
Su nombre es en honor de los hermanos insurgentes José Martín Herrera y el coronel Rafael Herrera, el primero, héroe neoleonés, el segundo, caudillo de la batalla de San Bernabé, anteriormente se llamaba Rancho de la Manteca. Es el pueblo donde nació Eulalio González "Piporro", actor, locutor, cantante de música norteña y ranchera.
El alcalde actual de Los Herreras es Luis Tijerina.